# حفظة الإسلام (بنغلاديش)
حفظة الإسلام بنغلاديش (بالبنغالية: হেফাজতে ইসলাম বাংলাদেশ) هي جماعة دعويّة إسلامية من معلمي وطلاب المدارس الإسلامية في بنغلاديش.

## التاريخ
تشكلت حفظة الإسلام في عام 2010 كمجموعة ضغط تضم معلمي العديد من المدارس في شيتاغونغ في بنغلاديش. وفي 24 فبراير 2010 نظموا مسيرة في شيتاغونغ للاحتجاج على تحرك الحكومة لعلمنة السياسة ورفض علاقتها بالدين، وإلغاء التعديل الخامس للدستور، وسياسة تعليمية مقترحة ستنهي المدارس الإسلامية. رفضت الشرطة طلبهم بتنظيم مسيرة وأُصيب 19 متظاهرًا. ألقت الشرطة القبض على عدد قليل منهم وأُطلق سراحهم فيما بعد.
في عام 2013 قدمت الجماعة مقترح ميثاق من 13 نقطة إلى حكومة بنغلاديش، والذي تضمن الطلب على سن قانون التجديف.